# 東岸町 (名古屋市)
東岸町（とうがんちょう）は、愛知県名古屋市西区の地名。現行行政地名は東岸町2丁目。住居表示未実施。

## 地理
名古屋市西区中央部に位置する。東は万代町、西は堀越一丁目・南堀越一丁目、北は笹塚町に接する。

## 歴史

### 沿革
- 1959年（昭和34年）9月1日 - 西区堀越町・新福寺町の各一部により、同区東岸町として成立[1]。
- 1984年（昭和59年）8月12日 - 一部が南堀越一丁目に編入される[1]。

## 世帯数と人口
2019年（平成31年）2月1日現在の世帯数と人口は以下の通りである。
| 町丁   | 世帯数 | 人口  |
| ------ | ------ | ----- |
| 東岸町 | 69世帯 | 127人 |

## 学区
市立小・中学校に通う場合、学校等は以下の通りとなる。また、公立高等学校に通う場合の学区は以下の通りとなる。
| 番・番地等 | 小学校               | 中学校               | 高等学校 |
| ---------- | -------------------- | -------------------- | -------- |
| 全域       | 名古屋市立庄内小学校 | 名古屋市立名塚中学校 | 尾張学区 |

## その他

### 日本郵便
- 郵便番号 : 451-0076[4]（集配局：名古屋西郵便局[10]）。